# ないしょのプリンセス
『ないしょのプリンセス』は、水沢めぐみによる日本の漫画作品。『りぼん』（集英社）にて、1995年4月号から1996年8月号まで連載された。

## あらすじ
東京で同じ幼稚園に通う幼稚園児の鈴木奏と柴田航生は、家も社宅の隣同士で大の仲良しだったが、母親同士の仲が非常に悪く、奏は母親から「航生君と仲良くしちゃだめ」と言われており、航生も母親から「奏ちゃんと遊んじゃだめ」と言われていた。それでも二人は母親の居ないところで仲良く遊ぶ日々だったが、奏が6歳の時に航生が北海道に引っ越してしまう。奏は航生を忘れられず手紙を書いて出したりもしたものの、母親同士の仲が悪い為か、航生とは一度も連絡は取れなかった。
それから7年が経ち、奏は成英大附属中学2年生になる。始業式の日に奏のクラスに転校生が来るが、それは柴田航生であった。奏は再会を喜ぶが、航生は奏を覚えておらず、奏に対してそっけない態度であった。航生が引っ越してきた家は奏の家の隣であったが、奏が航生に告白すると、航生には既に恋人がおり奏は振られてしまう。航生が奏のクラスに転校してきた事は、その日のうちに奏の母親にも知られるところとなる。それから紆余曲折を経て恋人同士になれた奏と航生であるが、二人で手をつないで歩いているところを奏の母親に目撃されてしまい、奏は母親から「航生君と付き合ったら転校させる」と言われてしまう。その事を奏が航生に相談すると、航生からも母親から同じように言われていた。二人はやむを得ず、周囲には内緒で付き合う事になる。
内緒にしているが故に、奏と星崎隆一郎が恋人同士だと思われたり、奏と航生にそれぞれ恋をする下級生が現れたりするなど、事情を知らない生徒達から色々と誤解を招いたものの、徐々に周囲の生徒も「本当は奏は航生と付き合っているのではないか」、という事に気付いていく。
そしてついに二人が付き合っている事を二人の母親に知られてしまい、奏は母親から激しく怒られてしまう。そして二人は交際をやめる事を決めてしまうが、周囲の友人たちの励ましもあって「親に反対されても転校させられても、恋人同士でいよう」と決心する。やがて母親同士も仲良くなり、奏と航生の交際を認めてくれるようになり、2年生の3学期の「3年生を送る会」が終わった後でハッピーエンドで終わる。

## 登場人物
鈴木奏（すずき かな）
主人公。東京の私立成英大附属中学2年生。クラスはA組で部活は新聞部。家族は両親と弟。明るく優しい性格で、新聞部の取材で野球部やバスケ部などの取材に行く事も多い為に、上級生からも下級生からも広く人気がある人気者。6歳の時に北海道に引っ越してしまった初恋の人である航生を、7年間も想い続けていた一途な女の子。自分の事よりも相手の事を考えてあげるような優しい性格だが、それがかえって自分も相手も傷つけてしまう事が多い。しかし最後にはそういう事はやめて自分の気持に素直になり、航生との交際を内緒にせずに付き合う事にする。幼稚園の時にお祭りで親からヒヨコのキーホルダーを買ってもらう。航生と遊んでいる時にそれを見せると、偶然、航生もお祭りでそのキーホルダーを買っていた。その後で奏は自分のキーホルダーにピンクのリボンを付ける。航生が北海道に引っ越す前に、奏と航生は結婚しようと約束し、結婚指輪の代わりにそのキーホルダーを交換する。奏はそれをずっと大切に持っていた。同じ班の生徒は、右隣の席がクラス一の秀才の伊藤、前が航生、航生の右隣が親友の依子。髪形はショートカットだったが、航生に告白して振られた後に更に短くしてベリーショートにした。髪形を変えたのは10年ぶりで、航生に会えるように願いを込めて髪形を変えていなかった。その後は再び伸ばして、最初の長さと同じぐらいになっている。成績については不明だが、一学期の通信簿を貰った時には「数学が悲惨だけど英語が上がった」と言っている。スポーツについてはスケートは上手い他、番外編の「プリンセスの春休み」では、スキーの未経験者でありながら2日で滑れるようになっている。「わん」という名前の犬を飼っている。
柴田航生（しばた こうき）
奏の初恋の人。幼稚園の時には明るく優しい性格だったが、中学生になって北海道から戻ってきた時には、感情をストレートに出すのが苦手になっていた。奏とは幼稚園が同じで家も社宅の隣同士だったこともあり仲が良く、幼稚園のおゆうぎ会の劇で白雪姫をやった時に、奏が白雪姫を演じ航生が王子を演じたりした。6歳の時に北海道に引っ越してしまうが、中学2年生になって東京に引っ越してきて、始業式の日に成英大附属中学の奏のクラスに転校してくる。引っ越して来た家は奏の家の隣だった。その頃には奏の家も航生の家も社宅ではなく、一軒家になっていた。誕生日は1981年6月24日。血液型はO型。部活はバスケ部に入部し、途中から入部したにもかかわらず、すぐにレギュラーになれるほどの腕前。北海道での生活が長かったせいもあり、スキーもスケートも得意。また、「成英大附属中学の編入試験はすっごい難しいので転校生は珍しい」という意味の台詞があったり、班ごとのグループ学習で、航生と班が違う隆一郎や大木が「編入試験を突破した航生の頭脳を利用する為に、航生の班と一緒に宿題をやろうと提案する」という場面もあるので、勉強もかなり得意である事が分かる。感情をストレートに出すのが苦手な性格な為に周囲に誤解される事が多く、奏と一度は別れてしまう。最終的には奏と共に自分の気持に素直になって、たとえ親から反対されても奏と恋人でいようと決める。隆一郎が、ヒヨコのキーホルダーを遥から返して貰うために、「そのキーホルダーは航生の妹の物だった」という事にして返してもらっている事から、航生には妹がいる事が分かるが、その妹は本編でも番外編でも一度も出て来ない。長野県にペンションを経営している叔父がいる。番外編「プリンセスの春休み」では、そのペンションが物語の舞台となっている。
星崎隆一郎（ほしざき りゅういちろう）
奏と航生の幼稚園の頃からの友人。やや長い髪が特徴。奏とは小学校も一緒で、中学でも同じクラス。奏は航生の事は最初から最後まで「航生くん」と呼んでいたが、隆一郎に対しては終始下の名前で呼び捨てにしており、かなり親しい友人である事が分かる。バスケが得意で小学校の時はミニバスケのエース、中学でも部活はバスケ部でレギュラー。7つ年上の姉がいる。幼稚園の頃から奏に恋していたが、奏がいつまでも航生に恋している為、他の女の子と付き合っていた。複数の女の子と同時に付き合う軽い性格。小学校6年生の夏に航生から隆一郎に電話があり「8月20日に東京へ行くから、奏に会いたいと伝えて欲しい。俺の母親と奏の母親は仲が悪いから取り次いで貰えないかもしれないから、待ち合わせ場所と時間を伝えて欲しい」と頼まれる。しかし隆一郎は奏に恋していた為に、奏と航生を会わせたくなかったので伝えなかった。この事は航生が転校してきた事で二人にばれてしまい、隆一郎は二人に謝罪して許される。航生のヒヨコのキーホルダーが遥の物になった時には、それを遥から取り返した。文化祭の白雪姫の劇で、奏が白雪姫を演じ隆一郎が王子を演じ、大木のせいで二人がキスをしてしまった事もあって、二人は文化祭恒例のベストカップル賞に選ばれ、全校生徒の前で大々的に表彰されてしまう。その事は校内新聞によって全校生徒に知られ、さらに奏が本当は航生と付き合っている事を周囲に内緒にしている事も手伝って、奏と隆一郎が周囲の公認のカップルになってしまう。その事は奏の母親にも知られるが、奏の母親は隆一郎を気に入っており、奏が隆一郎と付き合う事には賛成していた。しかし徐々に周囲に「奏と隆一郎は偽装カップルで、本当は奏は航生と付き合っているのではないか」という事がばれていく。奏と航生が別れた時には、自分の気持に正直になるように航生と奏を咎めた。クラスでは大木や千里と同じ班で、奏や航生や依子や伊藤とは班が違う。本編でははっきりとは描かれていないが、番外編「プリンセスの春休み」では遥に恋をしている。
市川依子（いちかわ よりこ）
奏の親友で同じクラス。奏にとって最も頼りになり信頼できる友人。一学期の途中から奏と同じ班になる。本編では描かれていないが、番外編「隆一郎のないしょ話」によれば、小学校6年生の塾の夏期講習で奏と親友になった。奏は依子を「依ちゃん」と呼んでいる。非常に優しく穏やかな女の子だが、航生が奏との思い出のキーホルダーを遥にあげてしまった時には、めったに怒らない依子が珍しく怒ったので、奏が驚いていた。
奏が航生と付き合う事になった時には、涙を流して自分の事のように喜ぶ優しい性格。奏からは度々悩みを打ち明けられたり相談をされたりして、そのたびに依子は奏を励ましたり心配したりアドバイスを送ったりしていた。奏が航生と別れた時には、遥と共に、自分の気持に素直になるように奏を励ました。髪型は短いツインテールで、番外編の「奏ちゃんのひとりごと」でのみ、ツインテールのリボンを外した髪形をしている。本編・番外編を通じて想い人及び彼氏はいない。バレンタインのチョコを奏と一緒に買いに行った時には、チョコは「お父さんにあげるだけ」と言っている。
安東遥（あんどう はるか）
奏と同じ学年でクラスはB組。学年一の美女と呼ばれており、やや高飛車なところもあるが、バスケ部のマネージャーでマネージャーとしての仕事は一生懸命やっている。周囲の生徒から航生のファンと思われているが、実は航生が転校してくる前から隆一郎の事が好き。しかし自分の気持に素直になれず、隆一郎には冷たい態度を取ってしまう。奏、航生、隆一郎、依子、大木、千里、伊藤らが航生の家で宿題のグループ学習をした時に、呼ばれていないのに大手町京から情報を聞いてやって来る。その時に大木がセロテープを探そうとして航生の机の引き出しをあけて、ヒヨコのキーホルダーを見つける。
それは引っ越す前に奏と交換した物で、奏が付けたピンクのリボンもそのまま付いていた。奏はそれを見て、航生がそれを持っていてくれた事に感激する。しかしそうとは知らない遥は、そのキーホルダーが気に入って欲しいと言う。航生は「ピンクのリボンの付いた可愛いヒヨコのキーホルダーを持っているなんて、少女趣味で可愛い」「彼女からのプレゼントなの？」などと皆から冷やかされた照れ隠しからか、許可してしまう。
奏はそれにショックを受け、自分も欲しいと言うが、遥とジャンケンをして勝った方がもらえる事になりジャンケンに負けてしまい、キーホルダーは遥の物になってしまう。後にそれは隆一郎が取り返す。奏と航生が話しているのを立ち聞きして、2人が親に反対されて内緒で付き合っていることを知ってしまったり、奏が文化祭の劇で白雪姫をやりたいと提案した時には反対したりと、何かと奏と対立する事が多かったが、ともみが現れた後は奏を応援するようになり、奏とも依子とも友達になり、奏は遥を「はるる」と呼ぶようになる。奏が航生と別れた時には依子と共に、奏に自分の気持ちに素直になるように言った。番外編の「はるるのひみつのお話」「プリンセスの春休み」では、遥と隆一郎の恋が本編より詳しく描かれている。本編では基本的にゆるいウェーブのロングヘアだが、番外編「はるるのひみつのお話」では一年生の時の遥が描かれており、その時はショートカット。
奏の母親
中学も高校も成英大附属校で、大学も成英大。航生の母親と仲が悪く、奏が航生と仲良くする事を禁じていた。隆一郎の事は気に入っており、奏と隆一郎が付き合う事には賛成している。航生の母親とは、中学から大学まででかつ会社も一緒で、仲の良い親友だった。しかし会社で付き合っていた男性が、航生の母親とも付き合って二股をかけていた為、航生の母親と仲が悪くなってしまう。
更に、後に結婚した奏の父親と、航生の父親が、仲が悪く同じ会社の社員だったせいもあって余計に仲が悪くなってしまう。しかし高校の同窓会に行った時に航生の母親と、会社で付き合っていて二股をされた男性に出会い、かつてはハンサムだったその男性がすっかり変わり果てていたことで航生の母親と仲直りし、奏が航生と付き合うことを認める。心の中では本当は仲直りしたい気持がずっとあったという。
鈴木雄太（すずき ゆうた）
奏の弟。小学生。夜中に奏と航生が公園で会っている所に、犬の散歩をしていた時に遭遇してしまう。奏の母親から奏と航生が付き合ってはいけない事は知っていたので、姉を心配する。奏から口止めを頼まれ、快く了承し、「親同士が仲が悪いからって、子供は関係ないのに付き合っちゃいけないなんて横暴だよな」という考えで、奏の味方をする事を約束する。また幼いながら勘が鋭く、自分の母親と航生の母親が仲が悪くなった原因を調べており、二人が仲が悪くなった原因は男だと予想していたが、結果的にこの予想は当たっていた。
沙織
航生の彼女だった少女。北海道に住んでいる。中学1年生の夏休みの前に、航生に告白をして付き合う事になった。しかし航生は本当は奏の事を忘れられないでいたので、自分とデートをしていてもどこか上の空であり、航生とは手をつないだ事すら無かった。
中学2年生になり、航生が東京に引っ越した後、親戚の結婚式で東京に来た時に航生の家に遊びに行き、偶然奏と出会う。奏は航生に本当に彼女がいた事にショックを受ける。
夏休み、北海道に来た航生に本心を告げられ、その話に納得して別れる。以後、本編には彼女は登場しないが、番外編の「プリンセスの春休み」では中学を卒業した奏や航生と再会し、そこで奏とはお互いの気持ちなどを率直に語り合うなどして仲良くなる。この番外編は68ページもあり、この番外編について水沢はコミックス第4巻の欄外で「悲しい別れをしたまま姿を消した沙織さんのその後が描けて良かった…とホッとしています」と述べている。
北原ともみ
奏の後輩で1年生。バスケ部。クラスはD組。東とは知り合いで航生に恋をしている。文化祭の白雪姫の劇を見て奏のファンになる。バスケ部の試合を奏が新聞部として取材に行った時に、奏と知り合う。奏が航生と幼なじみなので航生の事を色々教えて欲しいと頼む。
航生に対してはラブレターを渡そうとしたり、手作りのチョコを渡そうとするなど積極的。奏と航生が付き合っているのを内緒にしている中、奏は彼女に対して航生を応援したり、航生にスケートを教えてもらったりする姿を見て羨ましく思っていた。奏と航生が付き合っている事を皆の前で認めた後で、奏からは手紙で航生と付き合っていたことを隠していた事を謝られる。その後、「3年生を送る会」で奏が白雪姫の劇を演じた時には、笑顔で奏に拍手を送っている。番外編「プリンセスの春休み」では、大木と付き合っている。
大手町京（おおてまち みやこ）
安藤とは同じクラス。ひっつめ髪とメガネが特徴的な女の子。東の姉。部活は新聞部。母親がPTAの会長で顔が広く、自身も好奇心旺盛で情報収集に熱心なため、情報通として知られている。奏と隆一郎が偽装カップルである事にいち早く気付き、真相を突き止めようとする。奏と航生が分かれて再び恋人同士に戻った後で、遥に頼まれて真相を校内新聞に書いて玄関の掲示板に貼る。そして大勢の生徒がその新聞を見て玄関で騒いでいるところに、奏と航生が来て真相を話す。
しかし玄関に大勢の生徒が集まって騒ぎになり、先生達もやって来て叱られた為、奏と航生は逃げ出す。そして二人は、たとえ親に反対されても転校させられることになっても恋人同士でいようと約束する。度の高いメガネをかけているが、番外編「プリンセスの春休み」では、アイドルの追っかけにはまってコンタクトに変えていた。
大手町東（おおてまち ひがし）
京の弟で1年生。可愛らしい顔立ちをしており、雰囲気もあまり姉とは似ていない。サッカー部。明るくてややミーハーな性格。北原ともみとは知り合い。奏が新聞部としてサッカー部の取材に来た時から奏に恋している。奏がともみから預かった手紙を無くした時に、偶然その手紙を見つける。いったんはその手紙を奏に返そうとするが、思い直して日曜日に遊園地に来てくれたらそこで返すという。
奏がその事を依子に相談すると、依子は「奏を好きなのではないか」と心配するが、奏はそんなはずはないと否定する。そして奏と遊園地で遊んだ後で手紙を返す。バレンタインに、奏が隆一郎に本命チョコを渡さず義理チョコを渡している所に出会い、彼氏に義理チョコなんておかしいのではないかと疑問に思う。
奏・航生・隆一郎・遥・ともみがスケートに行った時に、姉から情報を聞いてスケート場に向かい、奏にはその際に京の弟だと知られる。
スケート場で奏が隆一郎が遥と滑っていることは気にせず、航生とともみが一緒に滑っているのを羨ましそうに見ていたこと、また、スケートが終わって帰る時に、隆一郎は航生に、奏を家まで送っていくように勧めた様子を観て、奏と隆一郎が付き合っているというのは嘘で、本当は奏は航生の事が好きなのではないかと疑惑を抱く。
その後、奏が新聞部の取材でサッカー部に来た時に、友人たちの何気ない発言から、自分が奏に好意を抱いていることが奏本人にバレたが、潔く認めて奏と隆一郎が付き合っているというのは嘘ならあきらめたくないと告げる。奏は返事に窮するが、サッカー部の練習が始まった為その場は保留となった。
奏は真相を知られたら彼の姉である京ばかりか、自分の母にも知られてしまう為、絶対に知られてはいけないと思っていた。奏と航生が交際を明らかにした後は、明るく応援しつつもあきらめないと宣言する。
大木
奏と同じクラスの男子生徒。タラコ唇。奏・航生・依子・伊藤とは班が違い、隆一郎・千里と同じ班。宿題のグループ学習をやる時に、隆一郎と共に「編入試験を突破した航生の頭脳と、クラス一の秀才の伊藤の頭脳を利用しよう」として、航生の班と一緒にやることを提案する。そして航生の家で皆で宿題をしている時に、セロテープを探そうとして航生の机の引き出しを開け、航生が奏と交換したヒヨコのキーホルダーを見つける。文化祭で白雪姫の劇をやった時には、小人の役だった。そして王子の役の隆一郎が、白雪姫の役の奏にキスをする場面で、隆一郎を後ろから押した為に、隆一郎と奏が結果的にキスする原因を作る。漫画の最終回で、3年生を送る会で2年生が再び白雪姫をやった時には、劇のクライマックスの時に舞台の袖で見ていた航生を押して、航生は舞台の上の、白雪姫の役の奏の前に押し出されてしまう。その時には既に航生と奏が交際している事は、他の生徒にもお互いの両親にも明かしていた為、アドリブで航生と白雪姫が結婚して結ばれる事になり劇は終わる。
和田先生
奏のクラスの担任の先生。若い女性の先生で彼氏がいる。その事を生徒たちも知っている。優しい先生で生徒から「和田ちゃん」と呼ばれて親しまれている。担当教科は数学。最初はロングヘアだったが2学期の始業式にはショートヘアになっており、失恋したから髪を切ったのではないかと生徒たちから聞かれるが、彼とはうまくいっているとの事。放課後に奏が階段から落ちたときに航生が受け止めて助けるが、航生の服が破れてしまう。奏は和田先生からソーイングセットを借りて、教室で航生と二人きりで航生の服を縫う。その中でいい雰囲気になるが、そこへ和田先生がソーイングセットを返して貰う為に入って来てしまう。航生は照れて慌てて帰ってしまい、和田先生は「おじゃましちゃったかしら」と反省する。京が玄関の掲示板に真相を書いて貼ったことで騒ぎが大きくなった時には、他の先生達が怒っている中で唯一寛容だった。
木内
奏と同じクラスの女子生徒。メガネをかけている。文化祭の劇の白雪姫の脚本を書く。しかし普通の白雪姫ではなく、姫が超ワガママな性格のパロディーの脚本だった。その為、誰も白雪姫の役をやりたがらず、奏が皆から推薦されて白雪姫の役をやる事になる。奏は航生に王子の役をやって欲しいと望むが、航生は最初から裏方でいいというつもりで、王子は隆一郎がやる事になる。奏の熱演もあってこの劇は生徒たちから大好評で、「3年生を送る会」では3年生から「もう一度あの白雪姫をやって欲しい」との要望があり、やる事になる。コミックス第4巻の欄外によれば、水沢は白雪姫のパロディーの劇を実際にやった事があり、それを元にこの漫画の白雪姫のパロディーの劇を描いたという。なぜか王子が4人も出てくる話で、水沢の役は「王子その3」で背景と大道具も作ったとの事。
伊藤
奏と同じクラスの男子生徒。奏、航生、依子と班が同じ。クラス一の秀才。航生の家で、隆一郎の班とともにグループ学習をする。
千里
奏とは同じクラスで隆一郎や大木と同じ班。奏や依子の友人。航生の家でのグループ学習の時や、夏休みに奏や依子や隆一郎や大木と神社のお祭りに行く時や、奏と一緒に登校する時などに登場。
大沢修司（おおさわ しゅうじ）
航生の母方のいとこ。航生のおじが長野県で経営しているペンションの手伝いをしている。番外編「プリンセスの春休み」にのみ登場。

## 番外編
りぼん本誌に連載された本編の他に、以下の4作の番外編がある。
「ないしょのプリンセス 〜奏ちゃんのひとりごと〜」
- 1995年りぼん夏休みおたのしみ増刊号に掲載

4ページの小品。夏休みについて奏が語っている。この作品でのみ、依子がツインテールのリボンを外した髪形をしている。
「ないしょのプリンセス 番外編 〜隆一郎のないしょ話〜」
- 1996年りぼん冬休みおたのしみ増刊号に掲載

隆一郎が主役。小学6年生の夏に航生から隆一郎に電話があり「8月20日に東京へ行くから、奏に会いたいと伝えて欲しい」と頼まれて、時間と待ち合わせ場所を伝えられるが、隆一郎は奏にそれを伝えなかった時の話を詳しく書いている。依子と奏が夏期講習で出会って親友になった事もこの作品で分かる。
「ないしょのプリンセス 番外編 〜はるるのひみつのお話〜」
- りぼんオリジナル1996年6月号に掲載

遥が主役。入学式の日に遥は隆一郎に一目惚れするが、隆一郎は奏が好きなので遥の思いは届かない。しかしバスケ部のマネージャーとして隆一郎と喧嘩を繰り返しながらも親しくなっていくという話。
「ないしょのプリンセス 番外編 〜プリンセスの春休み」
- りぼんオリジナル1997年4月号に掲載

68ページもある長編。中学を卒業した後の春休みの話。奏、航生、依子、遥、隆一郎は、春休みに、航生のおじが長野県で経営しているペンションに泊まりに行く。そこには沙織もいて、奏と航生と沙織の関係が描かれている。また、隆一郎と遥の恋も描かれている。

## 制作背景
水沢はコミックス第4巻でこの作品について、自分の作品は男の子と女の子が両思いになると終わってしまうものばかりだったので、その後を描きたかったと述べている。また、もっと明るいコメディ風にしたかったのにシリアスになってしまって困ったとも述べている。

## 評価
花澤香菜は『りぼん』作品で「好きなヒーローTOP3」の3位に隆一郎を挙げており、「完全な当て馬キャラ（笑）」であるが、一途で素直でいいヤツだと評し、同じく「好きなヒロインTOP3」の1位でも奏を挙げ、「恋のライバルが現れた時とかに出る繊細で優しい性格」が好きだと話している。「好きなシーンTOP3」でも2位に本作の「奏と航生が両想いと分かるシーン」を挙げている。

## 書誌情報

### 漫画
- 水沢めぐみ『ないしょのプリンセス』集英社〈りぼんマスコットコミックス〉、全4巻
  1. 1995年12月7日発売[2]、ISBN 4-08-853830-7
  2. 1996年5月15日発売[3]、ISBN 4-08-853857-9
  3. 1996年10月15日発売[4]、ISBN 4-08-853883-8
  4. 1997年6月13日発売[5]、ISBN 4-08-856021-3

### 小説
- 水沢めぐみ（原作）・宮沢ぷりん（著）『ないしょのプリンセス』集英社〈コバルト文庫〉、1996年9月初版発行[6]、ISBN 4-08-614238-4